# 5464 Weller
5464 Weller è un asteroide della fascia principale. Scoperto nel 1985, presenta un'orbita caratterizzata da un semiasse maggiore pari a 2,6693801 UA e da un'eccentricità di 0,1771631, inclinata di 14,09247° rispetto all'eclittica.